# Championnat de France de rugby à XV 1969-1970
Navigation
Édition précédente Édition suivante
Le Championnat de France de rugby à XV 1969-1970 est constitué de huit groupes de huit clubs, soit 64 clubs au total. À l'issue de la phase qualificative, les quatre premières équipes de chaque groupe sont qualifiées pour les 16e de finale. L'épreuve se poursuit ensuite par élimination directe jusqu'à la finale.
L'équipe de La Voulte remporte la compétition après avoir battu l'AS Montferrand en finale. La Voulte remporte le bouclier de Brennus pour sa première participation en finale, l'AS Montferrand perd la finale du championnat de France pour la troisième fois, le titre lui échappe une fois de plus.
Toulon remporte le challenge Yves du Manoir devant Agen 25-22.

## Phase de qualification
Les équipes sont listées dans leur ordre de classement à l'issue de la phase qualificative. Le nom des équipes qualifiées pour les 16e de finale est en gras.
| - AS Béziers - CA Bègles - Stade beaumontois - SC Angoulême - US Carmaux - US Oyonnax - CO Le Creusot - Castres olympique                      | - Stade toulousain - Biarritz olympique - Racing club de France - US Quillan - SO Chambéry - US Bergerac - UA Gaillac - SC Mazamet | - RC Toulon - CA Brive - FC Auch - FC Lourdes - Valence sportif - TOEC - Stade lavelanétien - JO Pradéenne                           |
| - US Dax - La Voulte sportif - ES Avignon Saint-Saturnin - Tyrosse RCS - SC Tulle - Union Sportive Fumel Libos - Stade aurillacois - RC Chalon | - RC Narbonne - CA Périgueux - Aviron bayonnais - Stade dijonnais - FC Oloron - Cahors rugby - CS Vienne - AS Saint-Junien         | - SC Graulhet - US Cognac - AS Montferrand - FC Grenoble - US Montauban - Saint-Jean-de-Luz OR - Stade bagnérais - CA Castelsarrasin |
| - Section paloise - Stadoceste tarbais - SA Condom - Stade montois - US Romans - USA Perpignan - SA Mauléon - SC Albi                          | - SU Agen - Stade rochelais - RC Vichy - CA Lannemezan - US bressane - Paris université club - FC Saint-Claude - US Foix           | |

## Seizièmes de finale
Les équipes dont le nom est en caractères gras sont qualifiées pour les huitièmes de finale.
| Équipe 1              | Équipe 2                  | Résultat |
| --------------------- | ------------------------- | -------- |
| SU Agen               | SC Angoulême              | 27-3     |
| Stade beaumontois     | Stade rochelais           | 8-3      |
| FC Auch               | US Dax                    | 11-3     |
| Racing club de France | CA Bègles                 | 26-13    |
| La Voulte sportif     | Aviron bayonnais          | 9-3      |
| SC Graulhet           | US Quillan                | 13-12    |
| CA Brive              | ES Avignon Saint-Saturnin | 8-6      |
| AS Béziers            | CA Lannemezan             | 29-6     |
| AS Montferrand        | CA Périgueux              | 18-6     |
| RC Narbonne           | Tyrosse RCS               | 9-3      |
| Section paloise       | Stade dijonnais           | 24-17    |
| RC Vichy              | Stadoceste tarbais        | 12-9     |
| FC Grenoble           | RC Toulon                 | 17-12    |
| US Cognac             | SA Condom                 | 16-3     |
| Stade toulousain      | Stade montois             | 41-6     |
| Biarritz olympique    | FC Lourdes                | 16-15    |

## Huitièmes de finale
Les équipes dont le nom est en caractères gras sont qualifiées pour les quarts de finale.
| Équipe 1          | Équipe 2              | Résultat |
| ----------------- | --------------------- | -------- |
| SU Agen           | Stade beaumontois     | 16-13    |
| FC Auch           | Racing club de France | 8-3      |
| La Voulte sportif | SC Graulhet           | 24-3     |
| CA Brive          | AS Béziers            | 17-9     |
| AS Montferrand    | RC Narbonne           | 12-3     |
| Section paloise   | RC Vichy              | 8-0      |
| FC Grenoble       | US Cognac             | 8-6      |
| Stade toulousain  | Biarritz olympique    | 20-5     |

Il est à noter que des doutes furent émis sur l’arbitrage du match Agen-Beaumont.
2 essais valables furent refusés aux beaumontois.

## Quarts de finale
Les équipes dont le nom est en caractères gras sont qualifiées pour les demi-finales.
| Équipe 1          | Équipe 2         | Résultat |
| ----------------- | ---------------- | -------- |
| SU Agen           | FC Auch          | 19-0     |
| La Voulte sportif | CA Brive         | 18-8     |
| AS Montferrand    | Section paloise  | 14-11    |
| FC Grenoble       | Stade toulousain | 12-5     |

## Demi-finales
| Équipe 1          | Équipe 2    | Résultat |
| ----------------- | ----------- | -------- |
| AS Montferrand    | FC Grenoble | 11-3     |
| La Voulte sportif | SU Agen     | 9-3      |

La Voulte et Montferrand se qualifient pour la finale.

## Finale
| Équipes        | La Voulte sportif - AS Montferrand |
| Score          | 3 - 0 |
| Date           | 17 mai 1970 |
| Stade          | Stadium de Toulouse |
| Arbitre        | Francis Galonnier |
| Les équipes    | |
| La Voulte      | Jean-Claude Noble, André Laréal, Roger Cance, Nicolas De Grégorio, Michel Savitsky, Paul Digonnet, André Duboué, André Faillon, Lilian Camberabero, Guy Camberabero, Serge Deguerce, Renaud Vialar, Mihai Wusek, Lionel Vialar, André Roux      |
| AS Montferrand | Guy Pujol, Jacques Rougerie, Marcel Thomas, Robert Boisson, Henri Bourdillon, Alain Périn, Yvan Lasserre, Bernard Combeuil, Jacques Pineau, Guy Darbas, Jean-Jacques Desvernois, Paul Cieply, Jean-Claude Jeammes, Louis Coudeyre, Gilbert Prat |
| Points marqués | |
| La Voulte      | 1 essai de Renaud Vialar |
| AS Montferrand | |

La Voulte remporte le match et le titre grâce à un essai de Renaud Vialar à la 9e minute.